# Epifanio (patriarca)
Epifanio (fallecido el 5 de junio de 535) fue el Patriarca Ecuménico de Constantinopla desde el 25 de febrero de 520 hasta el 5 de junio de 535, sucediendo a Juan II Capadocia.

## Biografía
El Imperio bizantino estaba alcanzando un gran esplendor gracias a las victorias de sus generales, Belisario y Narses. La Idolatría fue suprimida universalmente, los libros de pagano fueron quemados y las imágenes destruidas, los profesores de la antigua religión encarcelados y azotados. En Constantinopla el celo de Justiniano I por una política eclesiástica se manifestó durante el patriarcado de Epifanio mediante leyes (por ejemplo, en 528 y 529) que regulaban las elecciones y los deberes episcopales. Estas promulgaciones, y la pasividad de Epifanio y su clero, muestran la ausencia hasta ahora de una legislación exclusivamente clerical para la espiritualidad.
El primer cargo conspicuo de Epifanio fue el de encargado de los catecúmenos en Constantinopla. En 519, el año anterior a su elección, fue enviado con Juan II y el conde Licinio a Macedonia para recibir los documentos "libellos", o suscripciones de los que deseaban reunirse con la Iglesia católica, a petición del apocrisiario de Doroteo, Obisto de Tesalónica.
El 25 de febrero de 520 fue elegido obispo por el emperador bizantino Justino I, con el consentimiento de obispos, monjes y pueblo. Se le describe en la carta del sínodo de Constantinopla al papa Hormisdas como "poseedor de la fe correcta, y manteniendo un cuidado paternal por los huérfanos".
Aceptó las condiciones de paz entre Oriente y Occidente concluidas por su predecesor, el patriarca Juan II con el papa Hormisdas; ratificándolas en un concilio en Constantinopla, donde aceptó también los decretos de Calcedonia. El antipapa Dióscorus, agente de Hormisdas en Constantinopla, escribe sobre sus justas promesas, pero añade: Lo que pueda cumplir no lo sabemos. Todavía no nos ha pedido la comunión. Se conservan cuatro cartas de Epifanio a Hormisdas, comunicándole su elección, enviándole su credo y declarando que condenaba a todos aquellos cuyo nombre el papa había prohibido recitar en los dípticos.
Epifanio adoptó el símbolo del Nicaea, los decretos del Éfeso, del Constantinopla y de Calcedonia, y las cartas del papa  León I en defensa de la fe. Su segunda carta iba acompañada de un cáliz de oro rodeado de piedras preciosas, una  pátina de oro, un cáliz de plata y dos velos de seda, que presentó a la iglesia romana. Para que la paz fuera general, aconsejó al papa que no fuera demasiado riguroso en la exigencia de la extrusión de los nombres de los antiguos obispos de los dípticos. Su excusa para los obispos del Ponto, Asia y Oriente está compuesta en un lenguaje muy bello. Las respuestas de Hormisdas se recogen en las Actas del Concilio de Constantinopla celebrado bajo el mandato de Mennas, en las que manifiesta su confianza en la prudencia y la experiencia de Epifanio, y recomienda la indulgencia con los que vuelven, la severidad con los obcecados. Epifanio debe completar la reunión él mismo.
Las severas medidas con las que Justino estaba estableciendo la supremacía de los católicos en Oriente estaban despertando a Teodorico el Grande, el ostrogodo y  arriano amo de Italia, a tomar represalias en Occidente. El papa  Juan I, sucesor de Hormisdas, se alarmó; y en 525, a petición de Teodorico, procedió a Constantinopla para obtener la revocación del edicto contra los arrianos y conseguir que se les restituyeran sus iglesias (Marcellinus Comes).
Se rindieron grandes honores al papa Juan en la capital oriental. El pueblo salió a doce millas para recibirlo, llevando velas ceremoniales y cruces. El emperador Justino se postró ante él y deseó ser coronado por su mano. El patriarca Epifanio le invitó a celebrar la misa, pero el papa, consciente de la tradicional política de invasión, se negó a hacerlo hasta que le ofrecieran el primer asiento. Con gran solemnidad rezó el oficio en latín el día de Pascua, comunicándose con todos los obispos de Oriente excepto con el patriarca papa Timoteo de Alejandría, enemigo declarado de Calcedonia.
En 531 la disputa entre Roma y Constantinopla se reavivó por la apelación de Esteban, metropolitano de Larissa, al papa Bonifacio II, contra la sentencia de Epifanio. Esteban fue finalmente depuesto, a pesar de su apelación.
Epifanio murió tras un episcopado de 14 años y 3 meses. Todo lo que se sabe de él es a su favor. Además de sus cartas a Hormisdas,existe la sentencia de su consejo contra Severo de Antioquía y el papa Peter Mongus. Se le atribuyen 45 cánones.